# استانيسلاو فرنانديز
استانيسلاو فرنانديز هو قاضي وسياسي فلبيني، ولد في 28 مارس 1910 في Liliw ‏ في الفلبين، وتوفي في 28 يوليو 1982 في مانيلا في الفلبين. نشط حزبياً في بارتيدو ليبرال. وقد انتخب قاضي معاون في المحكمة العليا للفلبين ‏ وانتخب عضو مجلس الشيوخ الفلبيني ‏ وانتخب عضو مجلس النواب في الفلبين ‏.